# Шор, Александр Германович
Александр Германович Шор (4 мая 1876 года, Ростов-на-Дону, Российская Империя — 2 декабря 1942 года, Чистополь, СССР) — советский пианист, музыкальный педагог.
Двоюродный брат Александра — известный пианист и издатель музыкальной литературы, общественный деятель Давид Шор в двадцатых годах эмигрировал в Палестину. Дядя Александра — доктор С. Я. Эйнгорн, основатель и директор Санкт-Петербургского института ортопедии по методу Цандера, лечил вдовствующую императрицу Марию Фёдоровну.
В 1904 году окончил Московскую консерваторию. В том же году основал частную консерваторию, известную как «Курсы музыки, оперы, драмы и хореографии А. Г. Шора» (со временем были добавлены классы живописи, скульптуры и музыки, киноиллюстрации). Шор собрал плеяду блестящих преподавателей, среди которых музыканты Г. А. Крейн, А. Я. Данцигер, Л. Г. Плотникова, солисты и оркестранты Большого театра С. А. Кусевицкий, О. К. Петрашевская, Л. Л. Сабанеев, балетмейстер М. М. Мордкин, художник И. И. Машков, актёры Е. Б. Вахтангов, А. Я. Таиров, М. А. Чехов, А. И. Сумбатов-Южин, И. Н. Певцов, А. П. Нелидов, В. И. Пудовкин. Шор организовывал благотворительные камерные концерты Курсов, в которых принимали участие Ф. И. Шаляпин, Л. В. Собинов, М. М. Блюменталь-Тамарина, И. М. Москвин, Е. В. Гельцер, Н. А. Тэффи.